# Kay Laurell
Kay Laurell, née Ruth Leslie le 28 juin 1890 , et décédée le 31 janvier 1927 à Londres, est une actrice de théâtre et de cinéma muet et mannequin américaine.
Laurell commence sa carrière en tant que modèle. Après avoir attiré l'attention de Florenz Ziegfeld, elle est choisie pour les Ziegfeld Follies où elle fait ses débuts en 1914. Interprète populaire connue pour sa beauté, elle est appelée « l'une des plus belles femmes de la scène ». En 1918, Laurell quitte les Follies pour se lancer dans une carrière d'actrice. Elle joue ensuite dans des productions à Broadway et des vaudevilles et dans trois films muets. Dans les années 1920, Laurell s'installe en Europe où elle poursuit sa carrière sur scène. Elle est décédée lors d'un accouchement à l'âge de 36 ans à Londres.

## Jeunesse
Kay Laurell est née en 1890,, certaines sources indiquent 1894, à Erie, Pennsylvanie,. Elle quitte Erie à l'âge de seize ans pour poursuivre une carrière dans le show business à New York. Elle trouve d'abord du travail comme opératrice téléphonique avant d'être embauchée comme modèle. Elle pose pour des artistes et illustrateurs comme Howard Chandler Christy et William James Glackens. À cette époque Ruth Leslie change son nom pour Kay Laurell.
En 1914, Florenz Ziegfeld voit Laurell alors dans un tableau vivant mis en scène au bal annuel des illustrateurs. Ziegfeld est impressionné par l'apparence de Laurell et lui offre une place dans les Ziegfeld Follies.

## Carrière

### Ziegfeld Follies

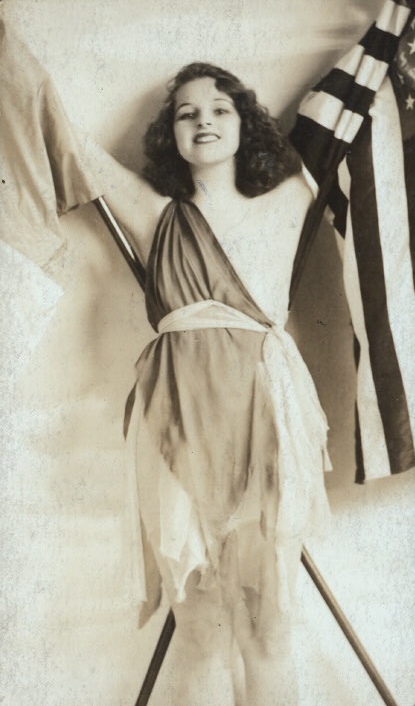
Kay Laurell dans le rôle de "L'Esprit des alliés" dans les Ziegfeld Follies de 1918.

Laurell fait ses débuts sur scène dans les Ziegfeld Follies de 1914, portant un collant de corps de couleur chair. L'année suivante, elle fait sensation lorsqu'elle apparaît dans le gala d'ouverture des Folies de 1915 en Aphrodite à moitié nue. La scène conçue par Joseph Urban comporte un décor avec une piscine entourée de verdure. Laurell sort de l'eau flanquée de deux éléphants d'or aux trompes surélevées d'où coule de l'eau,. Dans son autobiographie Doris Eaton Travis, parue en 2003, The Days We Danced, dit que Laurell devient connue pour "ces poses nues au-dessus de la taille". À cette époque, les artistes sont autorisés à apparaître nus sur scène tant qu'ils ne bougent pas. Ce vide juridique inspire les producteurs de théâtre et les scénographes à proposer des moyens les plus inventifs et élaborés pour présenter la nudité dans leurs spectacles. Eaton Travis se souvient : « L'histoire raconte que Ziegfeld demande à une volontaire d'être nue au-dessus de la taille, et Kay Laurell est la première à y consentir. Ses seins sont devenues les plus révélés de Broadway à cette époque ». Pendant ce temps, la popularité de Laurell grandi et elle est connue pour sa beauté physique et sa silhouette parfaite. Elle est qualifiée de « l'une des plus belles femmes de la scène » et de « la plus jolie choriste de Broadway, ». Florenz Ziegfeld déclare que Laurell est l'incarnation de la beauté féminine.
En mai 1916, Laurell épouse Winfield Sheehan, l'ancien secrétaire de Rhinelander Waldo (en), à Londres. Peu de temps après le mariage, Laurell se retire de la scène. En juillet 1917, elle demande la séparation de corps d'avec Sheehan pour "cruauté".
Après s'être séparée de Sheehan, Laurell reprend sa carrière et retourne aux Follies en juin 1918,. Elle est de nouveau présentée dans le gala d'ouverture, cette fois se faisant passer pour "The Spirit of the Allies" au sommet d'un globe lumineux tournant. Alors que la Première Guerre mondiale est encore en cours, le globe montre l'Europe en flammes. L'une des scènes de tableau les plus mémorables des Follies de cette année-là présente des images de guerre patriotiques conçues par Ben Ali Haggin. L'historien Allen Churchill décrit plus tard la scène : « Des acteurs en tenue de combat se tenaient figés dans la position du lancer de grenades, utilisant des baïonnettes contre des Huns rampants… Les Follies Girls en infirmières de la Croix-Rouge, déesses de la guerre, en petite tenue déchirée. Dominant la scène vivante, Mlle Kay Laurell représente " l'Esprit des Alliés", son costume suffisamment désordonné pour exposer un… sein ». Alors que les Follies présentent généralement des thèmes légers, le public apprécie la scène sur le thème de la guerre des Follies de 1918. Le spectacle dure jusqu'à l'armistice du 11 novembre 1918.

### Cinéma
Comme beaucoup d'autres Ziegfeld Girls, Laurell tente de transformer le succès qu'elle a dans les Follies en une carrière d'actrice. En 1919, elle fait ses débuts au cinéma dans The Brand, avec Russell Simpson comme partenaire. Plus tard, la même année, elle joue un rôle dans The Valley of the Giants, mettant en vedette Wallace Reid. Les critiques sont positives pour son jeu d'acteur , mais elle ne fait qu'un seul autre film muet, Lonely Heart, en 1921.
Laurell se concentre principalement sur la scène pour le reste de sa carrière. En 1922, elle rejoint la production de Ladies Night. Elle reste avec la pièce pendant une saison avant d'être la tête d'affiche du circuit de vaudeville à Yonkers et à Washington (État). En décembre 1924, elle rejoint le casting de Quarantine,151 représentations au Henry Miller's Theatre jusqu'en avril 1925. Laurell partage ensuite la vedette dans Nocture, qui est créée au Punch and Judy Theatre de New York le 16 février 1925. La pièce dure trois représentations.
Elle va ensuite en Europe où elle trouve du travail dans une société  française à Paris. Laurell va ensuite à Londres. À cette période, sa carrière commence à décliner et ses rôles ne sont plus signalés dans les magazines.

## Iconographie

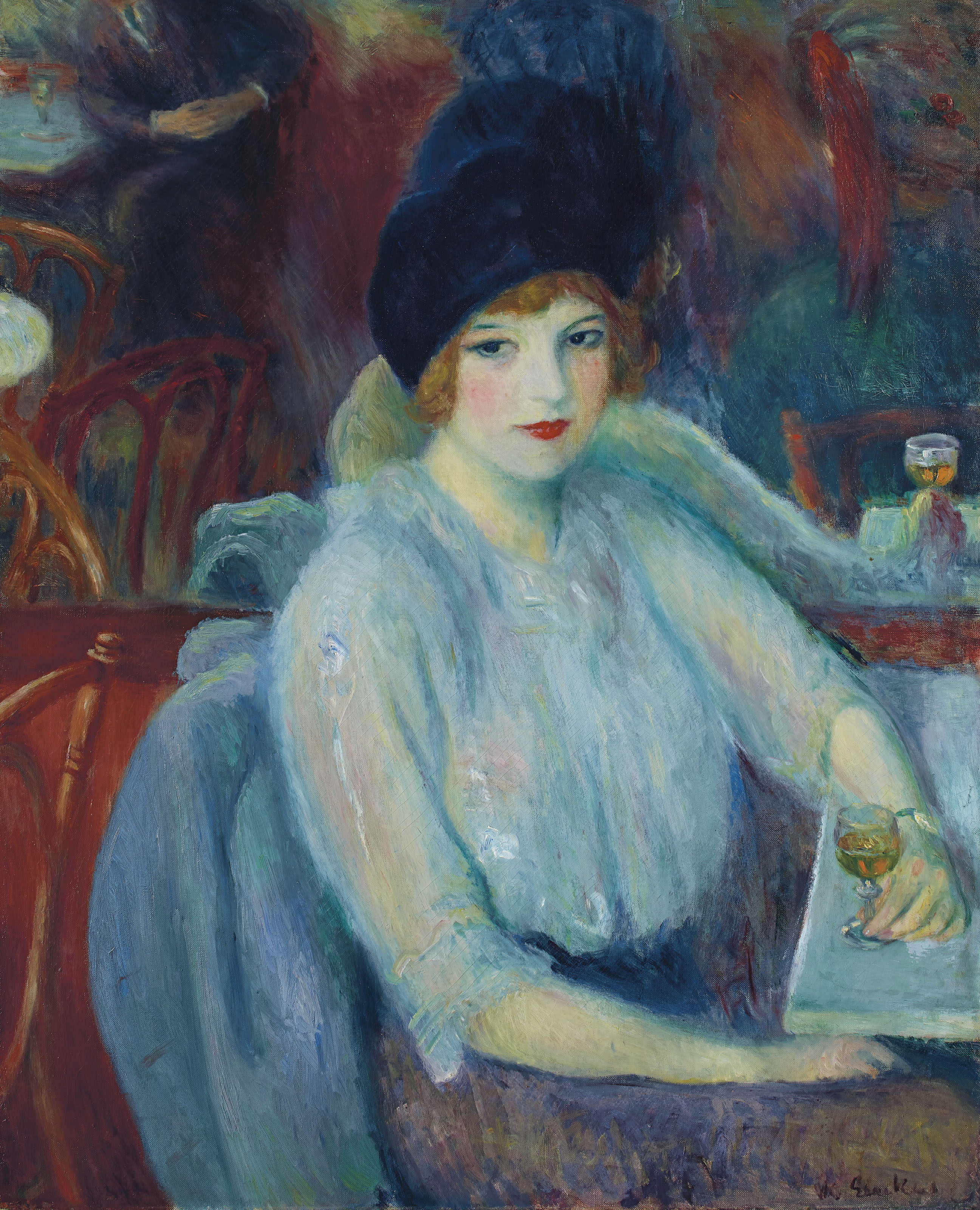
William James Glackens Cafe Lafayette

Elle a été photographiée par Alfred Cheney Johnston qui a travaillé pour Florenz Ziegfeld pendant plus de 15 ans, prenant principalement des photographies publicitaires et promotionnelles des interprètes des Ziegfeld Follies.
William James Glackens a peint deux portraits de Kay Laurell, un intitulé Cafe Lafayette en 1914, et un autre en 1915.

## Vie privée
Elle entretient une relation avec Reginald Vanderbilt, puis avec l'avocat Clarence Darrow.
En mai 1916, Laurell épouse Winfield Sheehan. Le couple se sépare en juillet 1917 mais ne divorce jamais. Sheehan est ensuite devenu directeur général et vice-président de la 20th Century Fox.
Séparée de Sheehan, Laurell commence une relation avec Joseph Whiteside Boyle, homme d'affaires et fils de Klondike Joe Boyle. Le couple prévoyait de se marier après avoir obtenu le divorce de leurs conjoints respectifs. En 1926, Laurell tombe enceinte,.

## Décès
Le 31 janvier 1927, Laurell meurt à Londres à l'âge de 36 ans. La mort de Laurell est initialement attribuée à une pneumonie. En 1930, la presse découvre que Laurell est en fait décédée en donnant naissance à son premier et unique enfant,,. L'enfant, un garçon nommé Joseph K. Boyle, a survécu,.

### Héritage
Avant sa mort, Laurell avait rédigé un testament léguant ses biens et ses effets personnels à Joseph Whiteside Boyle, le père présumé de l'enfant et le nommant exécuteur testamentaire. Laurell laisse une succession de 100 000 $ à Boyle parce qu'elle ignorait que son fils, né hors mariage, pouvait légalement hériter de ses biens. Un mois avant la mort de Laurell, la loi de 1926, Legitimacy Act 1926 (en), sur la légitimité est adoptée en Angleterre, ce qui permettait à son fils d'hériter de ses biens. Une loi similaire à New York, où Laurell a également des comptes bancaires et des biens, a également permis à son fils d'hériter de la succession de sa mère,.
Soucieux du bien-être de l'enfant, le frère de Laurell, Raleigh J. Leslie, demande une Letters of Administration (en) pour la succession nommant Joseph K. comme son plus proche parent. Il abandonne ensuite l'affaire après avoir découvert que le père du garçon, Joseph Whiteside Boyle, s'occupe de l'enfant depuis sa naissance et n'a pas l'intention de réclamer la succession de Laurell,. Un mois après la mort de Laurell, sa mère Mrs. A.A. Leslie, décède à Erié, Pennsylvanie. La mère de Laurell n'a jamais été informée de la mort de sa fille car elle était mourante à l'époque. À sa mort, elle laisse sa maison et ses biens à Erié, , à Laurell, qui reviennent ensuite au fils de Laurell,.

## Carrière sur scène
| Date                             | Production              | Rôle            |
| -------------------------------- | ----------------------- | --------------- |
| 1 juin - 5 septembre 1914        | Ziegfeld Folies de 1914 | Interprète      |
| 21 juin - 13 septembre 1915      | Ziegfeld Folies de 1915 | Interprète      |
| 18 juin 1918 - date inconnue     | Ziegfeld Folies de 1918 | Interprète      |
| 16 décembre 1924 - 27 avril 1925 | Quarantine              | Paméla Josephs  |
| 16 février 1925 - février 1925   | Nocturne                | Jenny Blanchard |

## Filmographie
| An   | Titre                | Rôle           | Remarques                |
| ---- | -------------------- | -------------- | ------------------------ |
| 1919 | La Marque sanglante  | Alice Andrews  |                          |
| 1919 | La Vallée des géants | Moira McTavish |                          |
| 1921 | Lonely Heart         |                | (dernier rôle au cinéma) |

## Dans la culture populaire
H. L. Mencken a  déclaré que « Laurell possédait tous les arts de la prostitution de premier ordre et était la pratiquante la plus réussie de sa génération à New York ». Il a dit : « Une grande partie de ce que j'ai obtenu d'elle, en fait, est dans mon livre In Defence of Women, en 1918 ». Le dramaturge Channing Pollock a cependant écrit: « Kay aurait pu aller loin si elle avait été disposée à échanger ses faveurs contre un avancement, mais elle ne voulait pas avancer de cette manière ».